# Coleophora chariotis
Coleophora chariotis é uma espécie de mariposa do gênero Coleophora pertencente à família Coleophoridae.